# 近藤奈央
近藤奈央（1990年4月8日—）日本氣象主播和播音員。福岡縣福岡市人士。
曾任NHK長崎廣播電台約聘播音員、生島企劃室所屬播音員，現為南天氣預報士事務所所屬播音員 。

## 人物簡介
- 福岡縣立香住丘高中畢業後，就讀福岡大學文學院東亞地區語言學系。曾隸屬於福岡當地的偶像、模特兒培訓公司「NOMAKE Co., Ltd.」。
- 參加福岡網路電視的節目等等。15歲時因為韓劇而深受韓國文化吸引，並夢想到韓國留學。
- 大學一、二年級時，東亞地區語言學系以優異成績成為特優生，並於2011年時以交換學生身分在韓國首爾的高麗大學生活一年。
- 以「將日韓間的相互誤解轉變為相互理解」為目標，努力成為記者或播音員。
- 2012年5月出任「福岡親善大使」，並在此後一年品牌活動。
- 大學畢業後，於2013年4月加入NHK長崎廣播電台擔任約聘主持人。2015年3月約滿後，轉任生島企劃室的自由播音員。
- 2018年10月1日起隸屬於南方天氣預報士事務所。
- 2021年3月29日起擔任NHK新聞 早安日本 平日氣象主播。[2]